# Der Vierte Weltkrieg
Der Vierte Weltkrieg (Originaltitel: The Fourth World War) ist der Titel eines Dokumentarfilms aus dem Jahr 2003, der von Jacqueline Soohen und Richard Rowley unter dem Gruppennamen „Big Noise Tactical Media“ produziert wurde. Der im Originalton englische Film ist mit Untertiteln auf Deutsch, Französisch und Spanisch übersetzt. Der Film behandelt aktuelle Konflikte und soziale Bewegungen gegen Neoliberalismus und kapitalistische Globalisierung in Mexiko, Argentinien, Korea, Südafrika, Nordamerika und Europa sowie den Nahost-Konflikt in Israel, letzteren vor allem aus der Sicht der Palästinenser.
Die Filmemacher wollen eine Welt zeigen, die zunehmend auf Gewalt und den sogenannten „Krieg gegen den Terror“ angewiesen ist, um ihre Regierbarkeit aufrechtzuerhalten. Es kommen Menschen zu Wort, die gegen diese Entwicklung Widerstand leisten und die ihre Träume von einer gerechten Welt nicht durch Armeen, Angst und Verzweiflung zerstören lassen wollen.